# Anourosorex
Anourosorex é um gênero mamífero da família Soricidae.

## Espécies
- Anourosorex assamensis Anderson, 1875
- Anourosorex schmidi Petter, 1963
- Anourosorex squamipes Milne-Edwards, 1872
- Anourosorex yamashinai Kuroda, 1935